# Monte Argentario
Monte Argentario est une commune italienne de la province de Grosseto au sud du littoral de la Toscane ; elle est située sur une presqu'île touristique formée d'un promontoire montagneux, reliée à la côte par deux tombolos. Les deux principaux centres d'habitation de la commune sont Porto Santo Stefano au nord et Porto Ercole à l'est.

## Histoire religieuse
C'est sur le mont Argentario que s'installe en 1728 saint Paul de la Croix. Il y fonde la congrégation passioniste, en ouvrant la première maison appelée la Présentation, en hommage à la Vierge Marie. Cette retraite passioniste existe encore aujourd'hui.

## Culture

### Peinture
C’est à Porto Ercole que meurt Le Caravage au début du XVIIe siècle, le 16 juillet 1610. Le lieu de sa mort est resté entouré de mystère durant des décennies. Selon un biographe, il est mort sur une plage (peut-être la Feniglia) et selon un autre, dans le village lui-même.
Il y a des années, on découvrit dans l’église de Porto Ercole une page d'un registre d'admission à l'hôpital où il était écrit que Le Caravage était mort de maladie à l’hôpital et avait été enterré dans le cimetière des étrangers, situé à l’extérieur des murs, à l’époque sur une plage du village. Il était dans l’attente d’une amnistie papale pour avoir commis un homicide au cours d’un duel.
Le peintre britannique Samuel James Ainsley en fit des aquarelles au XIXe siècle.

### Festivals
De 2002 à 2015, le prestigieux Festival international de musique CIMA, Concerti in Monte Argentario, a fait de ce promontoire un haut lieu de musique. Ce festival a été créé par le fameux baryton Jorge Chaminé, fondateur du Centre européen de musique, qui le préside et le dirige artistiquement.

## Monuments et lieux d'intérêt
- Fortezza Spagnola (XVIe et XVIIe siècles)
- Forteresse aldobrandesque de Porto Ercole (XIIIe siècle)
- Forte Filippo (XVIe siècle)
- Forte Stella (XVIe siècle)
- Fort Santa Caterina (XVIIIe siècle)
- Remparts de Porto Ercole (XVe siècle)
- Phare de Porto Ercole
- Fort de Pozzarello (XIXe siècle)
- Phare de Lividonia
- Tour de la Peschiera di Nassa
- Tour de Santa Liberata
- Tour du Calvello
- Tour de l'Argentiera
- Tour de Lividonia
- Tour Cacciarella
- Torre di Poggio Natalino (it)
- Tour de Cala Grande
- Tour de Cala Moresca
- Tour de Cala Piccola
- Tour de Capo d'Uomo
- Tour de la Maddalena
- Tour Cannelle
- Tour Ciana
- Tour Avvoltore
- Torre dell'Acqua
- Bastion de Santa Barbara
- Torre Mulinaccio

## Administration
| Période                                  | Période  | Identité       | Étiquette | Qualité |
| ---------------------------------------- | -------- | -------------- | --------- | ------- |
| de 2008                                  | En cours | Arturo Cerulli |           |         |
| Les données manquantes sont à compléter. |          |                |           |         |

### Hameaux
Porto Santo Stefano, Porto Ercole, Pozzarello

### Communes limitrophes
Orbetello

### Évolution démographique
Habitants recensés